# Калиновий міст
Калиновий міст — один з образів слов'янської міфології, зокрема і української, межа між протилежними місцями, станами. Зокрема виступає межею між світом живих і мертвих, розділяє життя до одруження і після. По символічному мосту приходили сонце, весна, кохання.

## Походження назви
Дослідниками слов'янської міфології та фольклору походження назви «калиновий міст» пояснюється від «калити» — розжарювати, і «міст» — тверда, вимощена ділянка. Калиновий міст виступає метафорою небезпечної та згубної межі між звичайним, відомим та мирним світом, та невідомими і ворожим. Часто Калиновий міст згадується з іншою межею — річкою Смородиною, назва якої сходить до «смород» — сморід. Річка описується смоляною або вогненною, єдиним переходом через яку є небезпечний Калиновий міст.
Російський історик і археолог Борис Рибаков пояснював походження назви від калини. За його  трактуванням, Калиновий міст зроблений з деревини калини, яка непридатна для будівництва яких-небудь міцних споруд. Тому Калиновий міст ненадійний, по ньому дуже важко пройти. Він припускав, що Калиновий міст та річка Смородина є відголосками способу полювання на мамонтів, де цих тварин заганяли до замаскованих гілками ям за допомогою вогню.

## Символізм
В казках до наших часів дійшов відгомін обрядів ініціації, з яким тісно пов'язаний образ Калинового мосту. Обряд мусили пройти хлопчики перед тим, як їм надавали статус парубків та право одружуватися разом з новим, дорослим іменем. Для цього підлітків відводили в ліс, де залишали в будівлі (іноді подібній до тотемного звіра), відповідно настроювали, часом давали випити напої з трав, що мали психотропні властивості. Підліток на деякий час символічно «помирав» (у цей час здійснюючи уявну подорож до «того світу») і «повертався» зі світу мертвих вже з новим ім'ям. Деякий час ті, що пройшли ініціацію, жили в лісі (іноді це мало вигляд розбійницьких громад, про що збереглися згадки в казках). Потім ініціати поверталися до громади, проходячи назад до «світу людей» і вже мали право вибирати наречену.
Звідси пізніші асоціації мосту як місця переходу крізь небезпечну й неподоланну за звичайних умов межу з весіллям. По ньому хлопець (парубок) і дівчина переходять до нового періоду в своєму житті: стають молодим подружжям. Вважалося, для того, щоб міг відбутися такий перехід по чарівному весільному мосту, парубкові потрібно було символічно вмерти й відродитися вже у новій якості — нареченого. В православній традиції збереглися відголоси таких уявлень в тому, що в час вінчання наречені стають на рушник — це, поряд із церковним обрядом, з'єднує їх навіки.
Також за повір'ями «народного» християнства між землею і небом є глибоке провалля, через яке перекладена вузька, як нитка, кладка. Душа доброї людини може перетнути її, тоді як грішна падає у безодню пекла.
Символічними мостами в міфах та казках ходять не тільки люди. Користуються ними й інші образи, які мають дуже велике значення для людських істот. Так, по небесному мосту переходить упродовж дня сонце. Веселка — то також міст, по якому з неба на землю сходять янголи: набирають воду для дощу. За повір'ям, веселка з'являється на небі від помаху рушником. А в казках від помаху хустини чи кинутого рушника з'являється чарівний міст, по якому герой переправляється через море, і так само за помахом руйнують його, аби вберегтися від переслідувачів.

## Калиновий міст в усній народній творчості
У весільних піснях часто й сама наречена, чекаючи молодого, мостить мости, кладе кладки (калинові або кам'яні). Шляхом до хати молодого, до щасливого шлюбного життя слугує дівоцтво молодої. Шлях позначають калина, рута, м'ята: легше перейти по кладці, ніж переплисти, легше любити по-старому, ніж зрадити. Але назад по мосту — до своїх батьків, до молодості, дівоцтва — вже не пройти.
Висловом «на калиновому мості» позначають другу половину життя, старість — період, що передує смерті. У піснях про минулі літа, втрачену молодість також з'являється цей образ:

|  | Запряжу чотири коні, коні воронії Та поїду доганяти літа молодії Ой догнав же літа свої в калиновім мості. — Вернітеся, літа мої, хоч до мене в гості. — Не вернемось, не вернемось — не маєм до кого, Не вмів же ти шанувати здоров'ячка свого. Було б тоді нас вітати, як ми не летіли, Було б тоді спать лягати, як ми спать хотіли. |